# 随行聚力

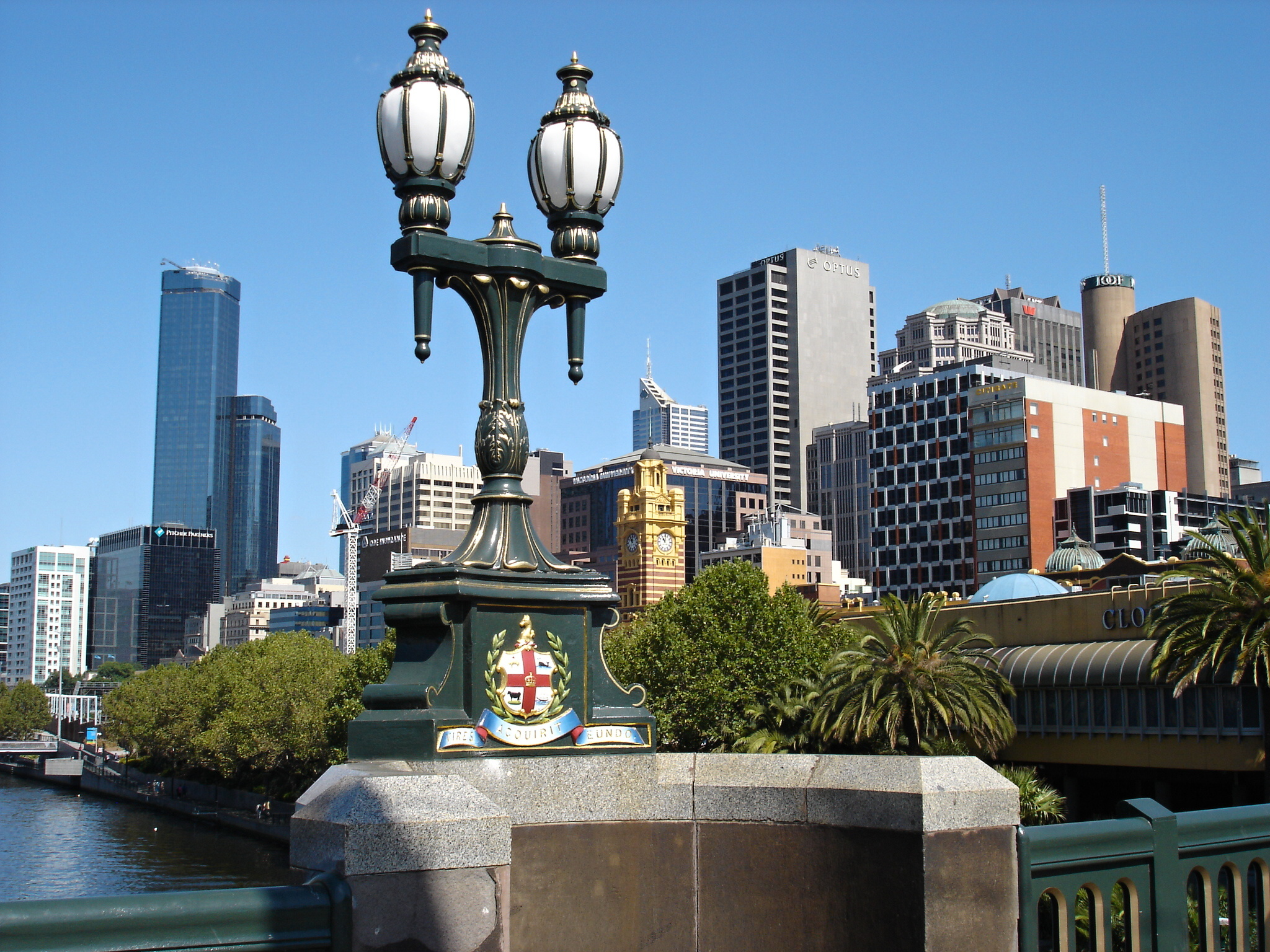
墨尔本雅拉河王子桥上的随行聚力

随行聚力（拉丁語：Vires Acquirit Eundo）是古罗马诗人维吉尔的叙事诗《埃涅阿斯纪》中的一句，意思是“随着传播而越来越有力”。
这句话原来是关于爱情的，双方分别是Dino（黛朵）和Aeneas（伊尼厄斯）。罗卜（Loeb）是这样翻译这句拉丁文的：“流言飞传利比亚各城——种种罪恶之谣。越传愈快，随行聚力；初始惊慌，迅及天堂，压向地面。”这俩人在罗马史上均赫赫有名。Dino是迦太基女王，Aeneas是特洛伊之战的英雄、幸存者，未来的罗马奠基人。Dino醉心于Aeneas，并曾说出过“Make me immortal with a kiss”（一吻恒久远）这样不朽的经典名句来。然而由于奥林匹斯山最冷酷的神丘比特怨恨人类，从中破坏，因而造就了一段凄惨的悲剧。公元146年，迦太基为罗马所灭。
这句座右铭在世界范围内都相当的有名，比利士安特卫普的主城门上就有此铭文，用以纪念在1803年7月18日拿破仑和約瑟菲娜·德博阿爾內的莅临；澳大利亚墨尔本的城市格言也是此鉻文。